# Jeanne van der Most
Jeanne van der Most, (Utrecht, 19 september 1906 – Den Haag, 30 juni 1977) was een Nederlands bewegingspedagoge op het gebied van ritmische gymnastiek.
Adriana Jacoba Frederika Leijerweert was dochter van sigarensorteerder Eduard Frederik Leijerweert en Lodewina Swaanenburg. In 1932 huwde ze inspecteur van politie Tobias van der Most; in 1972 volgde een scheiding van tafel en bed.
Ze kreeg een opleiding lichamelijke opvoeding die ze afsloot met de onderwijsakte M.O.-P (1924) en studeerde verder aan de Haagse Kweekschool oor Gymnastiek en Heilgymnastiek. Er volgden aanvullende cursussen bij Rudolf Bode (Lohelandschule), Heinrich Medau, Rosalie Chladek en Corrie Hartong. Zij lieten haar bewegingsleer en muzikaliteit combineren. Zij ontwikkelde daarbij een eigen stijl binnen de ritmische gymnastiek, waarbij ze de nadruk legde op de techniek op de muzikale lijnen uit te beelden. Het leverde een grote verscheidenheid aan bewegingen op in combinatie met een grote verscheidenheid aan muziek. Daarbij week ze sterk af van de traditionele geometrische bewegingen, die toen in zwang waren. Al die opleiding leek weggegooid geld toen zij in 1932 trouwde; het was toen gangbaar dat vrouwen die werkten en trouwden direct hun loopbaan moesten beëindigen.
Ze ging echter in de bewegingsleer verder door haar opleiding te gebruiken ten bate van de Rotterdamse turnvereniging Aspasia, waarvan ze al vanaf 1925 lid was. Ze zou daar dertig jaar werkzaam zijn. Ondertussen bouwde ze haar loopbaan uit met bestuursfuncties binnen bijvoorbeeld de Fédération Internationale de Gymnastique via de Koninklijke Nederlands Gymnastiek Verbond (KNGV)s. In de jaren 1930-1939 tilde ze door haar werkmethode de dames- en meisjesgymnastiek naar een hoger niveau en maakte het tevens toegankelijker. Ze verlegde haar activiteiten tot in België, Frankrijk en Tsjechoslowakije. Daarin werd in later tijd een teken van algehele vrouwenemancipatie gezien, maar ook van de emancipatie binnen de damesgymnastiek. In 1948 werd ze de eerste vrouwelijke docent aan het Centrale Instituut voor Opleiding van Sportleiders (CIOS) te Overveen en Arnhem (1948-1950), ook gaf ze les aan het Karel van Mander Lyceum te Haarlem en de HALO (1961-1969). 1969 was ook het jaar waarin ze vanwege gezondheidsperikelen (versleten heupen) de functies moest neerleggen. In de voorafgaande jaren gaf ze lezingen, masterclasses, leidde bondsdagen, technische studiedagen van de KNGV als ook de Olympische dagen in Amsterdam en Gymnaestrada in Rotterdam (1953). Ook wel leidde ze oefeningen voor menigten gymnasten. Door al deze inspanningen beïnvloedde ze de gehele Nederlandse gymwereld, die via Aspasia ook delen van Europa bereikten.  
Met Aspasia boekte Van der Most grote successen binnen Nederland. Ook persoonlijk had ze succes; ze was enkele jaren Nederlands kampioen individuele ritmische gymnastiek.
Voor haar verdiensten werd ze onderscheiden:
- erelid van Aspasia
- 1947: gouden breloque van de Koninklijke Belgische Turnbond; gedenkpenning van de stad Gent
- 1951: de Lingmedaille van de 2e Lingiade (Zweden)
- 1951: erespeld van KNGV
- 1952: de erepenning van het Nederlands Olympisch Comité, ter onderscheiding van haar begeleidingswerkzaamheden voor de damesturnploeg voor de Olympische Zomerspelen 1948 in Londen[1]; destijds ook uitgereikt aan Ma Braun.
- 1953: gouden medaille van de Finse Turnbond
- 1962: erelid van KVLO
- 1968: erelid van KNGV